# Podaljšana kvadratna girobikupola
| Podaljšana kvadratna girobikupola | Podaljšana kvadratna girobikupola |
| --------------------------------- | --------------------------------- |
|                                   |                                   |
| Vrsta                             | Johnsonovo telo J36-J37-J38       |
| Stranske ploskve                  | 8 trikotnikov 2+2.8 kvadratov     |
| Oglišča                           | 24                                |
| Robovi                            | 48                                |
| Konfiguracija oglišča             | 8+16(3.43)                        |
| Grupa simetrije                   | D4d                               |
| Dualni polieder                   | psevdo deltoidni ikoziteraeder    |
| Lastnosti                         | konveksna                         |
| mreža telesa                      |                                   |

Podaljšana kvadratna girobikupola je eno izmed Johnsonovih teles (J37).

## Odnos do rombikubooktaedra
Kot že ime nakazuje jo dobimo s podaljševanjem kvadratne girobikupole (J29) tako, da dodamo osemstrano prizmo med njeni polovici. Kot rezultat dobimo telo, ki je po ogliščih pravilno. Ureditev štirih stranskih ploskev glede na poljubno oglišče je enaka za vsa oglišča. To pa je edinstveno med vsemi Johnsonovimi telesi. Niso pa ogliščno prehodna in kot posledica tega niso arhimedska telesa. Obstajajo pari oglišč tako, da ni izometrije med preslikavami teh teles. Drugi način, ki kaže na to, da polieder ni ogliščno pravilen, je v tem, da obstaja točno osem kvadratov naokrog po ekvatorju. To pa loči oglišča na pasu od oglišč na obeh straneh.
| Rombikubooktaeder | Razdeljeni deli | Psevdo rombikubooktaeder |

Telo lahko gledamo tudi kot rezultat zvijanja ene izmed kvadratnih kupol (J4) na rombikubooktaedru za 45º. Podobnost z rombikubooktaedrom nam da še drugo ime psevdorombikuboooktaeder. Včasih se imenuje tudi štirinajsto arhimedsko telo.

## Simetrija
Če stranske ploskve pobarvamo s simetrijo D4d
| Psevdorombikuboootaeder | Psevdorombikuboootaeder | Psevdo deltoidni ikozitetraeder Dualni polieder |
| ----------------------- | ----------------------- | ----------------------------------------------- |
| Mreža telesa            |                         |                                                 |

Na ekvatorju je 8 kvadratov (zeleno), 4 trikotniki (rdeče) in 4 kvadrati (rumeno). V spodnjem delu je po eden kvadrat (modro) na vsakem polu.